# 圣玛丽娜-赫里索胡斯
圣玛丽娜-赫里索胡斯（希臘語：Αγία Μαρίνα Χρυσοχούς）是位于賽普勒斯帕福斯区的一个村庄。當地海拔455米。它的西面是地中海。該村莊的名稱來自於童貞瑪加利大。该地区曾經有瘟疫疫情，後來瘟疫消失。當地居民认为瘟疫的消失是童貞瑪加利大顯靈所致。